# Lijst van Eurocup Formule Renault 2.0-coureurs
De volgende coureurs hebben zich ten minste één keer ingeschreven voor een Eurocup Formule Renault 2.0-race tussen 1991 en 2020.

## A
- Alejandro Abogado
- Mariano Acebal
- Himar Acosta
- Mateusz Adamski
- Sergej Afanasjev
- Ignazio D'Agosto
- Rui Águas
- Jack Aitken  - Kampioen 2015
- William Alatalo
- Alexander Albon
- Filipe Albuquerque  - Kampioen 2006
- Aleix Alcaraz
- Joey Alders
- Mikhail Aleshin
- Iradj Alexander-David
- Jaime Alguersuari
- Cyndie Allemann
- Ken Allemann
- James Allen
- Philippe Almeras
- Mariano Altuna
- Javier Amado
- Ulric Amado de Carvalho
- Jérôme d'Ambrosio
- Michael Ammermüller
- Levin Amweg
- Kasper Andersen
- Philip Andersen
- Rui Andrade
- Christopher Anthony
- Richard Antinucci
- John C. Antonio
- Nathan Antunes
- Lars Arens
- Ivan Arias
- Philo Paz Patric Armand
- Nicolas Armindo
- Marcus Armstrong
- Paul Aron
- Mathieu Arzeno
- Gabriel Aubry
- Jimmy Auby
- Rob Austin
- Ramez Azzam

## B
- Luciano Bacheta
- Ludovic Badey
- Bertrand Baguette
- Yuri Baibodorov
- Benjamin Bailly
- Yves Baltas
- Bruno Baptista
- Westley Barber
- Ben Barnicoat
- Alexandre Baron
- Frédéric Barth
- Zsolt Baumgartner
- Andrea Belicchi
- Doug Bell
- Michael Belov
- Julien Beltoise
- Brad Benavides
- Davide di Benedetto
- Michael Benyahia
- Manuel Benz
- Marc Benz
- Roman Beregech
- Robert van der Berg
- Rodrigo Bernardes
- Enrique Bernoldi  - Kampioen 1996
- Nathanaël Berthon
- Giovanni Berton
- Khalil Beschir
- Bruno Besson  - Kampioen 1998
- Marco Betti
- Jules Bianchi
- Arnaud Biet
- Iñigo Bikuña
- Frank Bird
- Fredrik Blomstedt
- Dorian Boccolacci
- Stephanie Boden
- Cem Bölükbaşı
- Marco Bonanomi
- Amaury Bonduel
- Bruno Bonifacio
- Bastien Borget
- Alex Bosak
- David Bosch
- Brice Bosi
- Valtteri Bottas  - Kampioen 2008
- Thierry Boucher
- Jesse Bouhet
- Sebastien Boulet
- Sébastien Bourdais
- Victor Bouveng
- Alessandro Boz
- Grégory Breuer
- Ryan Briscoe
- Christopher Brück
- Gianmaria Bruni  - Kampioen 1999
- John Bryant-Meisner
- Sébastien Buemi
- Paulo Bueno
- Denis Bulatov
- Angel Burgueño
- Massimiliano Busnelli
- Dino Butorac
- Meindert van Buuren
- Yelmer Buurman

## C
- James Calado
- Andrea Caldarelli
- Daniel Cammish
- Sergio Campana
- César Campaniço
- Richard Campollo
- Daniel Campos-Hull
- Oliver Campos-Hull
- Julien Canal
- Claudio Cantelli
- Dario Capitanio
- Fábio Carbone
- Gabriel Casagrande
- Danilo Cascio
- Nick Cassidy
- Jean-Claude de Castelli
- Nick Catsburg
- Andrea Ceccato
- Gary Cester
- Patrick Chaillet
- Sébastien Chardonnet
- Johan Charpilienne
- Paul-Loup Chatin
- Henrique Chaves
- Matteo Chinosi
- Adam Christodoulou
- Luke Chudleigh
- Alexey Chuklin
- Riccardo Cinti
- Dominique Claessens
- Yann Clairay
- Dani Clos
- Jonathan Cochet
- Théo Coicaud
- Marin Čolak
- Franco Colapinto
- Stefano Coletti
- Caio Collet
- Lorenzo Colombo
- Stefano Colombo
- Victor Colomé
- Pierre Combot
- Marcelo Conchado
- Thomas Conrad
- Mike Conway
- Amaury Cordeel
- Ghislain Cordeel
- David Cook
- Cristian Corsini
- Albert Costa  - Kampioen 2009
- Alberto Costa
- Olivier Couvreur  - Kampioen 1993
- Facundo Crovo
- Tiziano Cumoli
- Jordi Cunill
- Siso Cunill

## D
- Carlo van Dam
- Rafael Danieli
- Stéphane Daoudi
- Jehan Daruvala
- Hadrien David
- Anthony Davidson
- Matthew Davies
- Max Defourny
- Claude Dégremont
- Alessio Deledda
- Louis Delétraz
- Zachary Claman DeMelo
- Grégoire Demoustier
- Keith Dempsey
- Fabian Denner
- Jake Dennis
- Luís Felipe Derani
- Renaud Derlot
- Pierre Derode
- Gabriel Dias
- Tom Dillmann
- Chris van der Drift
- Salvador Durán
- Marco Dürr

## E
- Charlie Eastwood
- James Eaton
- John Edwards
- Fabian Eggenberger
- Julian Eisenreich
- Marcel Engels
- Pedro Enrique Nunes
- Thomas Erdos
- Jimmy Eriksson
- Patrik Ernstson
- Sandor van Es
- Semen Evstigneev

## F
- Michele Faccin
- Julien Falchero
- Julien Falcini-Joulian
- Augusto Farfus  - Kampioen 2001
- Paul Henry Fastre
- Bruno Rudolf Fechner
- Andreas Feichtner
- António Félix da Costa
- Duarte Félix da Costa
- Sacha Fenestraz  - Kampioen 2017
- Sebastián Fernández
- Luigi Ferrara
- Jacky Ferre
- Matteo Ferrer
- Rafael Ferrer
- Max Fewtrell  - Kampioen 2018
- John Filippi
- Luca Filippi
- Pietro Fittipaldi
- Colin Fleming
- Petru Florescu
- Felipe Fraga
- Gastao Fraguas
- Gregory Franchi
- Victor Franzoni
- Pontus Fredricsson
- Rahel Frey
- Marco Frezza
- Luca Frigerio
- Robin Frijns  - Kampioen 2011
- Antonio Fuoco
- Dennis Furchheim

## G
- Simon Gachet
- Jean-Francis Gagneraud
- Omar Galeffi
- Gabriel Gandulia
- Juan Pablo García
- Víctor García
- Giedo van der Garde
- Sebastian von Gartzen
- Pierre Gasly  - Kampioen 2013
- Alessandro Gavazzoni
- Roy Geerts
- Reshad de Gerus
- Joe Ghanem
- Doureid Ghattas
- Ludwig Ghidi
- Luca Ghiotto
- Edolo Ghirelli
- Vittorio Ghirelli
- Kuba Giermaziak
- Julien Gilbert
- Mitchell Gilbert
- Kevin Gilardoni
- Kevin Giovesi
- Giulio Glorioso
- Zane Goddard
- Patrick Goeters
- Richard Gonda
- Richard Göransson
- Jules Gounon
- Matthew Graham
- Matteo Grassotto
- Jamie Green
- Andre Grillo
- Laurent Groppi
- Romain Grosjean
- Walter Grubmüller
- Christof von Grünigen
- Sébastien Guérin
- Esteban Guerrieri  - Kampioen 2003
- Andreas Gülden
- Raúl Guzmán

## H
- Mário Haberfeld
- Ferdinand Habsburg
- Christian Hahn
- Charles Hall
- Stuart Hall
- Hugo van der Ham
- Yasutaka Hamada
- Lewis Hamilton
- Philip Hamprecht
- Rodrigo Hanashiro
- Ben Hanley
- Timmy Hansen
- Jean-Philippe Haouza
- Jörg Hardt
- Brendon Hartley  - Kampioen 2007
- Rio Haryanto
- Valentin Hasse-Clot
- Kas Haverkort
- Jack Hawksworth
- Tobias Hegewald
- Sven Heidfeld
- Allan Hellmeister
- Tijmen van der Helm
- Jean-François Hemroulle
- David Henderson
- Bernd Herndlhofer
- Maik Heupel
- Steeve Hiesse
- Josh Hill
- Phil Hill
- Kohei Hirate
- Gary Hirsch
- Jonathan Hirschi
- Stefan Hodgetts
- Patrick Hogan
- Johnathan Hoggard
- Charles Hollings
- Miikka Honkanen
- Jukka Honkavuori
- Jeffrey van Hooydonk  - Kampioen 1997
- Jürgen van Hover
- Anthoine Hubert
- Jake Hughes
- Finlay Hutchinson
- Bart Hylkema

## I
- Carlos Iaconelli
- Fahmi Ilyas
- Fausto Ippoliti
- Matevos Isaakyan
- Nerses Isaakyan
- Simeon Ivanov
- Takuya Izawa
- Jeremy Izzarelli

## J
- Juan Esteban Jacobo
- Jimmy Jacobsson
- Thomas Jäger
- James Jakes
- Nico Jamin
- Mathieu Jaminet
- Ben Jamini
- Neel Jani
- Jarek Janis
- João Jardim
- Philipp Jenig
- Herbert Jerich
- Johan Jokinen
- Ed Jones
- Daniël de Jong
- Kevin Jörg
- Julien Jousse

## K
- Jim Ka To
- Yu Kanamaru
- Mikael Karlsson
- Alex Karkosik
- Antti Katajakunnas
- Frank Kechele
- Tom Keller
- Cem Kent
- Salman bin Rashid Al-Khalifa
- Alexander Khateeb
- Jordan King
- Andrew Kirkaldy
- Tamás Pál Kiss
- Christian Kissling
- Kevin Kleveros
- Christian Klien
- Timo Kluck
- Marco Knauf
- Jakub Knoll
- Kamui Kobayashi  - Kampioen 2005
- Pascal Kochem
- Martin Kodrić
- Reinhard Kofler
- Ferdinand Kool
- Mervyn Kool
- Kevin Korjus  - Kampioen 2010
- Aleksey Korneev
- Denis Korneev
- Adam Kout
- Natalia Kowalska
- Nikolai Kozarowitsky
- Patrick Kronenberger
- Robert Kubica
- Patrick Kujala
- Kalle Kulmanen
- Daniil Kvjat

## L
- Dennis van de Laar
- Hannes Lachinger
- Jesse Laine
- David Laisis
- Dennis van Lammern
- Jon Lancaster
- Angelo Lancelotti
- Felipe Lapenna
- Nicolas Lapierre
- Benjamin Lariche
- Marcel Lasée
- Lucas Lasserre
- Alessandro Latif
- Robert Lechner
- Walter Lechner jr.
- Charles Leclerc
- Côme Ledogar
- Luis Leeds
- Fabio Leimer
- Mika Leirilaakso
- Matthieu Lesenne
- Benjamin Leuenberger
- Marc Lieb
- Karl-Oscar Liiv
- Tomi Limonen
- Vitantonio Liuzzi
- Xavier Lloveras
- Alex Loan
- Jan Erik Löfgren
- José María López
- José Luis López-Pamplo
- Leonardo Lorandi
- Andrea de Lorenzi
- Bruce Lorgeré-Roux
- Giuliano Losacco
- André Lotterer
- Ivan Lukashevich
- Nelson Lukes
- Sandro Lukovic
- Christian Lundgaard
- Ronnie Lundströmer
- Matthias Lüthen
- Alex Lynn

## M
- Ma Qing Hua
- Xavier Maassen
- Michele Maceratesi
- Kari Mäenpää
- Gilles Magnus
- Kevin Magnussen
- Franck Mailleux
- Grant Maiman
- Kush Maini
- Tobias Maisch
- Mika Mäki
- Pastor Maldonado
- Gustav Malja
- Darren Malkin
- Federico Malvestiti
- Daniel Mancinelli
- Pippa Mann
- Joonas Mannerjarvi
- Cristiano Marcellan
- Ron Marchal
- Pierandrea de Marco
- Alexandros Margaritis
- Nicola Marinangeli
- Mihai Marinescu
- Nicolas Marroc
- Alexandre Marsoin
- David Martinez Leon
- Eliseo Martínez
- Henrique Martins
- Victor Martins  - Kampioen 2020
- Presley Martono
- Felipe Massa  - Kampioen 2000
- Mauro Massironi
- Rino Mastronardi
- Hiroyuki Matsumura
- James Matthews  - Kampioen 1994
- Axel Matus
- Roman Mavlanov
- Thomas Maxwell
- Nikita Mazepin
- Melville McKee
- Daniel McKenzie
- Mark McLaughlin
- Paul Meijer
- Julien Melis
- Nigel Melker
- Gustavo Menezes
- Jos Menten
- Christian Menzel
- Roberto Merhi
- Javier Merlo
- Olivier Metz
- Kilian Meyer
- Oscar Middeldorp
- Charles Milesi
- Matías Milla
- Nicolas Minassian
- Bartłomiej Mirecki
- Kevin Mirocha
- Miguel Molina
- Giorgio Mondini
- Paolo Mondini
- Ferdinando Monfardini
- Miquel Monrás
- Christian Montanari
- Fabrizio del Monte
- Pablo Montilla
- Federico Montoya
- Johannes Moor
- Francisco Mora
- Guillaume Moreau
- Francesc Moreno
- Julio Moreno
- Alex Morgan
- Rafael Morgenstern
- Edoardo Mortara
- Andrea Mucignato
- Federico Muggia
- Alex Müller
- Nico Müller
- Carlos Muñoz
- Christian Muñoz
- Sean Murphey
- Atte Mustonen
- Esteban Muth

## N
- Denis Nagulin
- Hideaki Nakao
- Akash Nandy
- Matteo Nannini
- Joffrey De Narda
- Norman Nato
- Giovanni Nava
- Anton Nebylitski
- André Negrão
- Thomas Neubauer
- Andre Nicastro
- Markus Niemelä
- Peter Nilsson
- Colin Noble
- Paolo Maria Nocera
- Lando Norris  - Kampioen 2016
- Clément Novalak
- Teemu Nyman

## O
- Jordan Oakes
- Oliver Oakes
- David Oborle
- Esteban Ocon
- Callan O'Keeffe
- Genís Olivé
- Malo Olivier
- Dennis Olsen
- Fabio Onidi
- Peter Onody
- Jarno Opmeer
- Miguel Otegui
- Hoover Orsi
- Egor Orudzhev
- Darius Oskoui
- Raoul Owens

## P
- Simon Pagenaud
- Mikko Pakari
- Will Palmer
- Nelson Panciatici
- Aurélien Panis
- Julia Pankiewicz
- Elias Papailias
- Tristan Papavoine
- Matt Parry
- Damian Pasini
- Patrik Pasma
- Anton de Pasquale
- Nicky Pastorelli
- Kaspar Pedersen
- Sten Pentus
- Carlos Pereira
- Miquel Julià Perello
- Franck Perera
- Alex Peroni
- Luca Persiani
- Alex Perullo
- Tiago Petiz
- Vitaly Petrov
- Rodrigo Pflucker
- Oscar Piastri  - Kampioen 2019
- Arthur Pic
- Charles Pic
- Alessio Picariello
- Giacomo Piccini
- Thomas Pichler
- Emmanuel Piget
- Julien Piguet
- Patrick Pilet
- Juan Antonio del Pino
- Jamie Pintanez
- Vicky Piria
- Edoardo Piscopo
- Andrea Pizzitola
- Antônio Pizzonia
- Jason Plato  - Kampioen 1991
- Martin Plowman
- Juan Manuel Polar
- Xavier Pompidou
- Filippo Ponti
- David Porcelli
- Armin Pörnbacher
- Nicolas Poulain
- Jean de Pourtales
- Alexandre Prémat
- Julien Pressac
- Danylo Pronenko
- Nicolas Prost
- Frankie Provenzano
- Petr Ptáček
- Antoni Ptak
- Marcello Puglisi
- Abbi Pulling

## Q
- Adrian Quaife-Hobbs
- Pedro Quesada
- Alex Quinn
- Ronnie Quintarelli

## R
- Pierre Ragues
- Dima Raikhlin
- Kimi Räikkönen
- César Ramos
- Gregor Ramsay
- Thomas Randle
- Jean-Christophe Ravier
- Najiy Razak
- Fernando Rees
- Roland Rehfeld
- Craig Reiff
- Patrick Reiterer
- Paul di Resta
- James Rhodes
- Alex Riberas
- Giacomo Ricci
- Daniel Ricciardo
- Amaury Richard
- Homero Richards
- Stéphane Richelmi
- Stefan Riener
- Patrick Rocha
- Andrea Roda
- Giorgio Roda
- Gonzalo Rodríguez
- Vasily Romanov
- Pedro de la Rosa  - Kampioen 1992
- Jake Rosenzweig
- Arthur Rougier
- Léo Roussel
- Florian Le Roux
- Oliver Rowland
- Lucas Alecco Roy
- Robin Rudholm
- Martin Rump
- Timo Rumpfkeil
- Roman Rusinov
- George Russell
- Tommy Rustad

## S
- Pekka Saarinen
- Hugo de Sadeleer
- David Saelens
- Carlos Sainz jr.
- Éric Salignon  - Kampioen 2002
- Harri Salminen
- Vinicius Sammarone
- Pablo Sánchez López
- Helmut Sanden
- Arno Santamato
- Luís Santos
- Logan Sargeant
- Ukyo Sasahara
- Tanart Sathienthirakul
- Grégoire Saucy
- Cyrille Sauvage  - Kampioen 1995
- Damian Sawicki
- Toby Scheckter
- Johan-Boris Scheier
- Naomi Schiff
- Dear Schilling
- Robert Schlünssen
- Mike Schmidt
- Olaf Schmidt
- Tony Schmidt
- Freek Schothorst
- Pieter Schothorst
- Steijn Schothorst
- Patrick Schott
- Federico Scionti
- Sharon Scolari
- Harrison Scott
- Nicki Sebastiani
- Valentino Sebastiani
- James Seccombe
- Victor Sendin
- Elias Seppänen
- Giancarlo Serenelli
- Daniel Serra
- Félix Serrallés
- Ryan Sharp
- Hayanari Shimoda
- Robert Shwartzman
- Marcos Siebert
- David Sigachev
- Jean-Baptiste Simmenauer
- Stephen Simpson
- Alexander Sims
- Guilherme Silva
- Richard Singleton
- Tom Sisley
- Jakub Śmiechowski
- Adam Smith
- Dean Smith
- Guy Smith
- Martyn Smith
- Aleksandr Smolyar
- Gustavo Sondermann
- Andrea Sonvico
- Lasse Sørensen
- Marco Sørensen
- Scott Speed  - Kampioen 2004
- Bruno Spengler
- Roman Staněk
- Bianca Steiner
- Nicolas Stelandre
- Joël Stere
- Will Stevens
- Marlon Stöckinger
- Alexander Storckenfeldt
- Dominic Storey
- Roberto Streit
- Junior Strous
- Liroy Stuart
- Sandy Stuvik
- Peter Sundberg
- Frank Suntjens
- John Svensson

## T
- Mike den Tandt
- Sami Taoufik
- Javier Tarancón
- Konstantin Tereshchenko
- Eduoard Texte
- Jérôme Thiry
- Marcello Thomaz
- Fabien Thuner
- Daniel Ticktum
- Olivier Tielemans
- Simon Tirman
- Massimo Torre
- László Tóth
- Nikita Troitskiy
- Óscar Tunjo
- Oliver Turvey
- Ryan Tveter
- Vladimiros Tziortzis

## V
- Luca Vacis
- Aaro Vainio
- Cédric Valdevit
- Hugo Valente
- Davide Valsecchi
- Stoffel Vandoorne  - Kampioen 2012
- Dries Vanthoor
- Giacomo Vargui
- Pål Varhaug
- Alexander Vartanyan
- Kazimieras Vasiliauskas
- Tristan Vautier
- Matthieu Vaxivière
- Lourenço Beirão da Veiga
- Jarkko Venäläinen
- Giovanni Venturini
- Jean-Éric Vergne
- Neil Verhagen
- William Vermont
- Jean Karl Vernay
- Richard Verschoor
- Frédéric Vervisch
- David Vidales
- João Vieira
- Hendrick Vieth
- Toni Vilander
- Arnaud Violette
- Hans Villemi
- Ernesto Viso
- Sebastian Visser
- Mattia Vita
- Alessandro Vitacolonna
- Thiago Vivacqua
- Nyck de Vries  - Kampioen 2014

## W
- Stefan Wackerbauer
- Henkie Waldschmidt
- Marc Walz
- Danny Watts
- Oliver Webb
- Josh Weber
- Miki Weckström
- Dominik Weigl
- Kenny Weiss
- Thomas Weiss
- Dan Wells
- Mariano Werner
- Thomas Westarp
- Stephen White
- Robert Wickens
- Ugo de Wilde
- Matthew Wilson
- Joni Wiman
- Markus Winkelhock
- Jason Workman
- Dennis Wüsthoff

## Y
- Sun Yue Yang
- Hong Li Ye
- Nick Yelloly
- Ye Yifei
- Alex Yoong

## Z
- Steve Zacchia
- Daniel Zampieri
- Christopher Zanella
- Josef Záruba
- Adrian Zaugg
- Dan de Zille
- Maxim Zimin
- Yann Zimmer
- Nicola Zonzini
- Andreas Zuber
- Charles Zwolsman jr.
- Ross Zwolsman